# Кафедральный собор Буэнос-Айреса
Кафедральный собор Буэнос-Айреса (исп. Catedral Metropolitana de Buenos Aires) — главный католический храм Аргентины. Построен в стиле классицизма. Расположен на углу улиц Сан-Мартина и Ривадавия в буэнос-айресском районе Сан-Николас вблизи Майской площади.

## История
Место, где находится Кафедральный собор Буэнос-Айреса, было отведено под главную церковь города ещё в акте его основания от 11 июня 1580 года. Первоначально церковь имела название Святой Троицы и подчинялась епархии Рио-де-ла-Плата с центром в городе Асунсьон. Она была скромным на вид зданием из дерева и самана.
В 1605 году губернатор Эрнандарьес приказал снести церковь, поскольку она была слишком старой и некрасивой. На её месте была построена новая, деревянная. В 1616 году её крыша начала разрушаться и главный храм прихода был перенесён в церковь Святого Франциска. Пока выбирались проекты восстановления церкви и собирались средства на это, сооружение окончательно рухнуло. В январе 1618 года началось восстановление храма, которое продолжалась до конца года. На это было потрачено 1100 песо. Однако новое сооружение оказалась значительно меньше предыдущего, поэтому уже в 1621 году заговорили о строительстве нового собора.

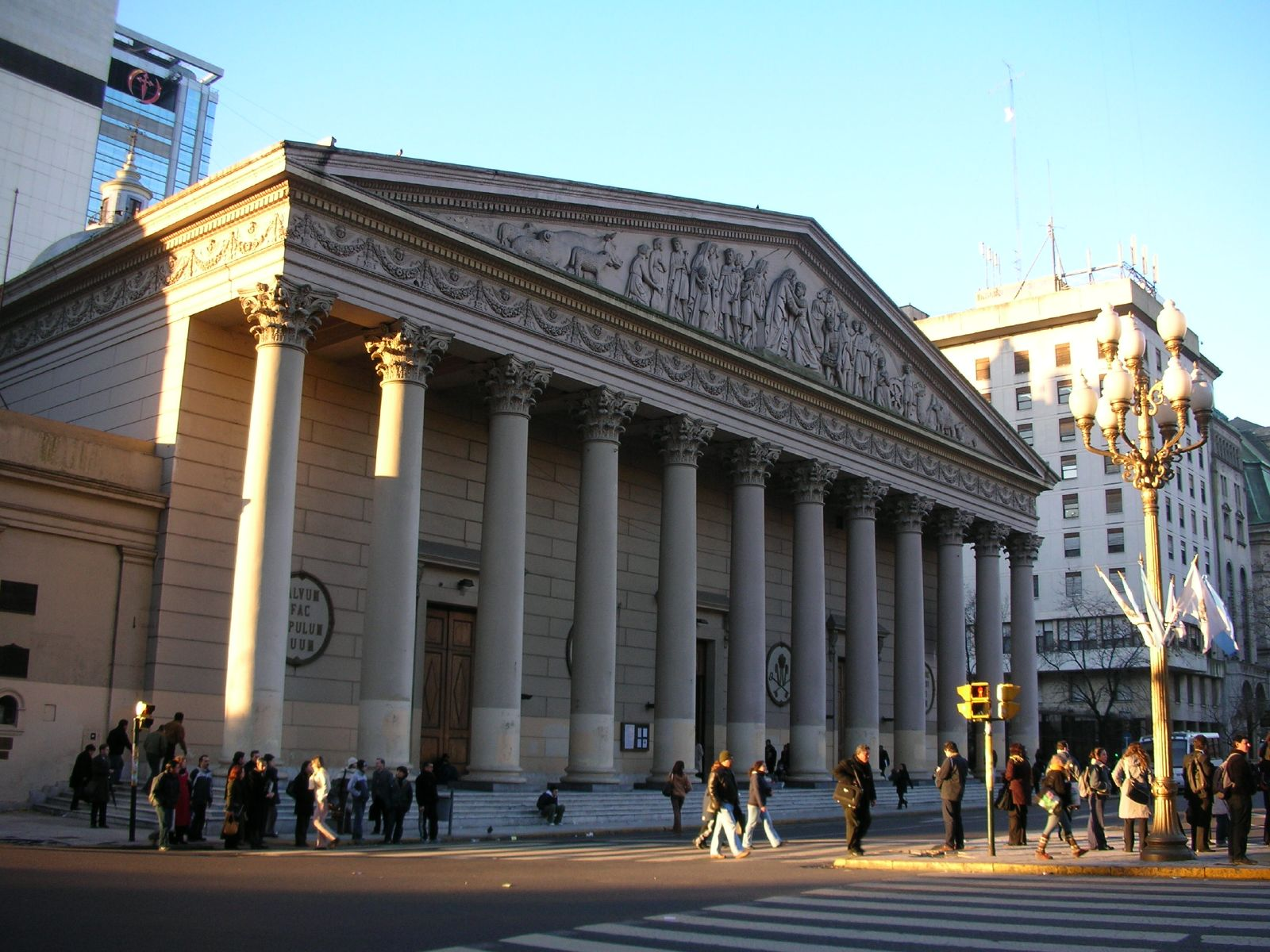
Портик при входе в собор

Между тем в Мадриде и Риме было завершено создание буэнос-айресской епархии, о чём было объявлено папой Павлом V 30 марта 1620 года. Первым епископом стал кармелит Педро Карранса, который приступил к исполнению своих обязанностей 19 января 1621 года. Кафедральным собором была названа церковь Святой Троицы в Буэнос-Айресе.
Когда третий епископ Буэнос-Айреса отец Кристобаль де ла Манча-и-Веласко прибыл в Аргентину 6 октября 1641 года, он отметил, что кафедральный собор в очень плохом состоянии. Поэтому он решил построить новый храм с тремя нефами и колокольней, на который нужно было 5 000 песо. 19 ноября 1662 года епископ обратился с просьбой о материальной помощи к королю и получил деньги на строительство из королевской казны. В 1671 году кафедральный собор был построен. Но из-за низкого качества строительных материалов уже через семь лет храм начал разрушаться.
В 1678 году новый епископ Антонио Аскона Имберто сообщил королю о необходимости ремонта церкви и получил на это 12 000 песо. В 1680 году начались работы по реконструкции. Одновременно в храме наклонилась крыша, обрушились алтарь и колокольня. Поэтому королевских денег хватило только на новую кровлю и частичный ремонт. Интерьер храма, ризница и колокольня так и не были отремонтированы до смерти епископа в 1700 году.
Следующий епископ, Педро Фахардо, приложил все усилия, чтобы восстановление кафедрального собора было завершено. К 1721 году он построил колокольню и намеревался возвести ещё одну. Но уже в 1722 году кровля храма была в таком состоянии, что могла рухнуть в любой момент. Епископ заболел и попросил помощи в реконструкции храма у власти Буэнос-Айреса, но в последующие два года ничего не было сделано.
Восстановление храма началось только тогда, когда за это дело взялся архидиакон Маркос Родригес де Фигероа. Его усилиями была собрана сумма в 1 800 песо из королевской казны, 1 500 песо от паствы, 2 500 песо займа и 1 000 песо с городской власти, на которую было построено две колокольни, отремонтированы нефа и портик. В 1725 году на пожертвования Томаса Труппа в 5 000 песо был установлен колокол. Вообще, этот храм стал уже четвёртым по счёту кафедральным собором Буэнос-Айреса. Впоследствии под руководством викария Бернардино Вердуна де Вильяйсана был позолочен алтарь храма 400 фунтами золота, произведена побелка помещения, сделаны некоторые перепланировки, расписаны хоры, отремонтирован архив.
Вечером 23 мая 1752 года внезапно обрушилась часть храма, а на следующее утро обрушились своды нефов. Поэтому было решено снести остатки стен и построить новую большую церковь заново, начиная с фундамента.

### Строительство нынешнего собора

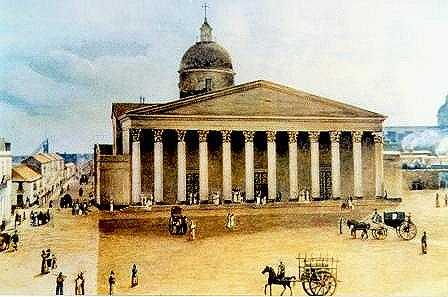
Собор Буэнос-Айреса, 1829 год

Проект храма разработал архитектор Антонио Маселья. По плану храм должен был иметь форму латинского креста с тремя нефами и шестью часовнями. С 1754 года работами по сооружению собора руководил Доминго де Басавильбасо. Строительство финансировалось за счёт средств церкви и пожертвований прихожан, а с 1760 года — за счёт короля. Работы шли не без проблем: в 1770 году был снесён новый купол, так как на нём появились трещины, в 1778 году был снесён портик, а затем разобрана колокольня. 25 марта 1791 года, после 38 лет строительства, кафедральный собор наконец-то был завершён, а в 1804 году освящен последним епископом колониальной эпохи в Аргентине, Бенито де Луэ-и-Рьегой.

После получения Аргентиной независимости правительство в лице Бернардино Ривадавия проявил значительный интерес к завершению работ в соборе. Фасад по образу и подобию Бурбонского дворца в Париже начали возводить в январе 1822 года под руководством Просперо Кателины. До 1823 года было установлено 12 колонн коринфского ордера, которые символизировали 12 апостолов. В 1862 году колонны были отреставрированы, а также были установлены скульптуры работы Дюбурдью на тимпане. 

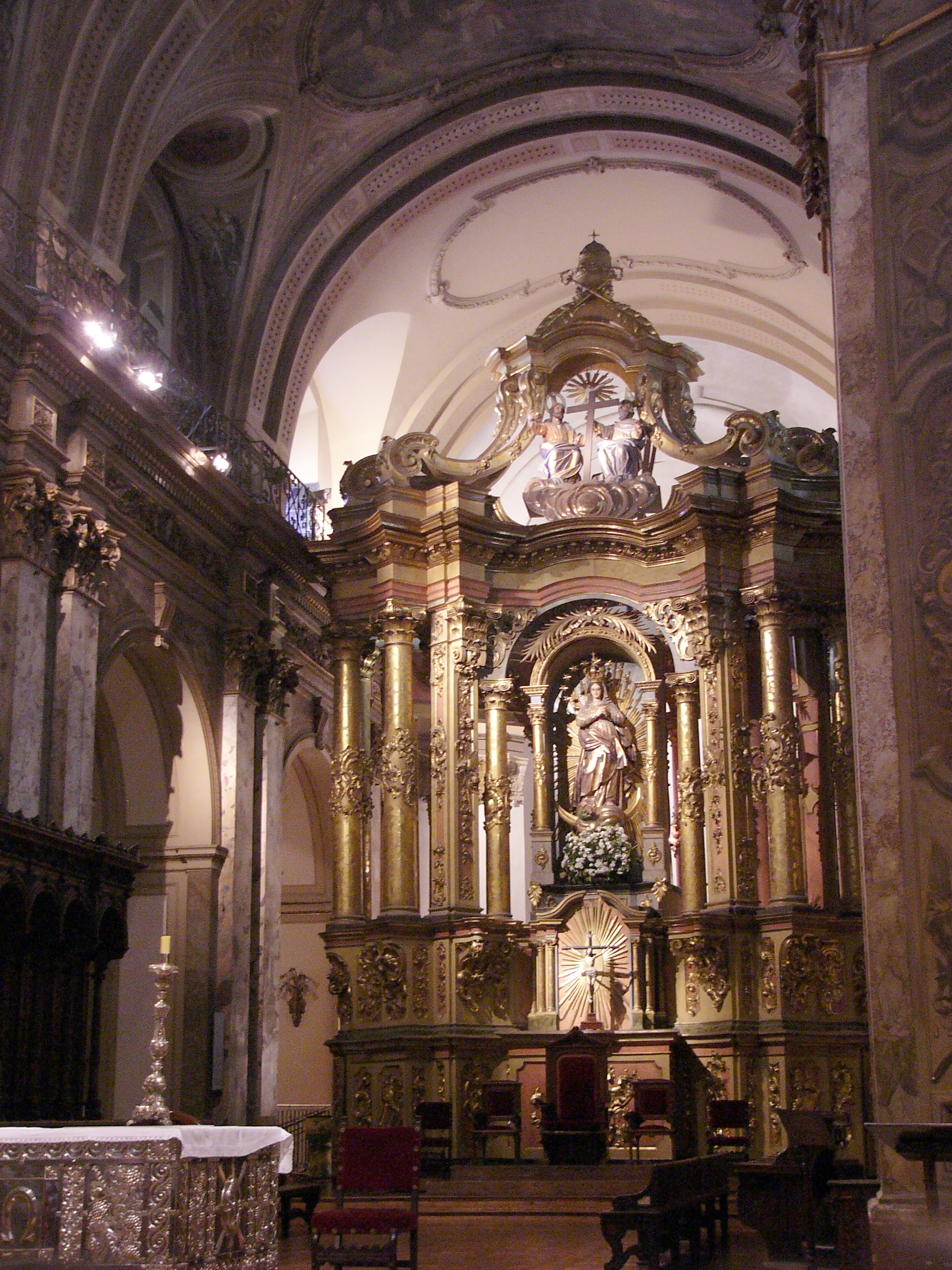
Алтарь 1785 года

21 мая 1942 года собор признан историческим памятником. В 1994—1999 годах прошла масштабная реконструкция храма.

## Интерьер
В соборе находится гробница национального героя Аргентины генерала Хосе де Сан-Мартина, созданная в 1880 году французским скульптором Беллёзом.
Стены были расписаны фресками в ренессансном стиле работы итальянца Франческо Паоло Париси, но росписи были утрачены из-за влияния влаги.
В левом крыле находится гробница архиепископа Леона Федерико Анейроса работы Виктора де Поля.
Также в храме вывешены 14 картин кисти итальянца Франческо Доменигини, изображающие Крестный ход.
Дизайн пола был разработан итальянцем Карло Морро в 1907 году. Пол украшает венецианская мозаика.